# アーロン・ヴィンター
- アーロン・ビンテル
- アーロン・ビンター

アーロン・モハメド・ヴィンター（Aron Mohamed Winter, 1967年3月1日 - ）は、スリナム・パラマリボ出身の元サッカー選手、サッカー指導者。選手時代のポジションはミッドフィールダー。ヴィンテルとも。父方の祖父の祖籍が広東省の客家である。

## クラブ経歴
アヤックスの下部組織で育ち1986年にトップチームに昇格。同年4月6日に行われたFCユトレヒト戦でリーグ戦デビューを果たし、この試合で初得点を決めた。ヨハン・クライフ監督（当時）の下で経験を積み、1986-87シーズンにUEFAカップウィナーズカップ優勝、1991-92シーズンにUEFAカップ優勝に貢献した。
1989年6月にスリナム系オランダ人によるオランダ代表（1989年6月にスリナム系オランダ人によるオランダ代表（通称:カラフル・イレブン）がスリナムに遠征した際にスリナム航空764便墜落事故に遭遇し、選手18名中15名が死亡した（3名の生存者の内競技に復帰できた者は1名のみ）。このカラフル・イレブンにヴィンターも選出されていたが、所属クラブの意向で辞退した為に命拾いしている。同様の理由でフランク・ライカールトやルート・フリットも命拾いしている。
1990年代にはイタリアへ活躍の場を求め、1992-93シーズンからはセリエA・SSラツィオに在籍。1996-97シーズンにはインテルへ移籍し、1997-98シーズンにはUEFAカップ優勝に貢献した。
1999年、家庭の事情によりオランダへ戻り古巣のアヤックスに移籍。復帰後は次第に出場機会を失うようになり、2001年夏にスパルタ・ロッテルダムへローン移籍した後、2003年1月に現役を引退した。

## 代表経歴
1987年3月25日のギリシャ代表戦でオランダ代表デビュー、UEFA EURO '88大会のメンバーに選ばれ優勝を経験したが、出場はなかった。1990 FIFAワールドカップでは決勝トーナメント1回戦の西ドイツ代表戦に出場し、同年12月19日に行われたUEFA EURO '92予選、マルタ代表戦で初得点を決めた。
その後、UEFA EURO '92、1994 FIFAワールドカップ、UEFA EURO '96、1998 FIFAワールドカップの代表としてプレー。1994年ワールドカップ、準々決勝のブラジル戦ではゴールを決めたが、２-３で敗れた。2000年に地元オランダとベルギーで共同開催されたUEFA EURO 2000では3試合に出場し、準決勝のイタリア代表戦が最後の試合出場となった。オランダ代表としての通算成績は国際Aマッチ84試合出場6得点。

## 代表歴

### 出場大会
- オランダ代表
  - 1990 FIFAワールドカップ (ベスト16)
  - 1994 FIFAワールドカップ (ベスト8)
  - 1998 FIFAワールドカップ (ベスト4)

### 試合数
- 国際Aマッチ 84試合 6得点（1987年-2000年）[4]

| オランダ代表 | 国際Aマッチ | 国際Aマッチ |
| 年           | 出場        | 得点        |
| ------------ | ----------- | ----------- |
| 1987         | 5           | 0           |
| 1988         | 2           | 0           |
| 1989         | 4           | 0           |
| 1990         | 4           | 1           |
| 1991         | 3           | 0           |
| 1992         | 9           | 1           |
| 1993         | 6           | 0           |
| 1994         | 12          | 1           |
| 1995         | 7           | 1           |
| 1996         | 9           | 1           |
| 1997         | 6           | 1           |
| 1998         | 9           | 0           |
| 1999         | 3           | 0           |
| 2000         | 5           | 0           |
| 通算         | 84          | 6           |

## タイトル

### 選手時代
アヤックス・アムステルダム
- エールディヴィジ：1回（1989-90）
- KNVBカップ：1回（1986-87）
- UEFAカップウィナーズカップ：1回（1986-87）
- UEFAカップ：1回（1991-92）

インテルナツィオナーレ・ミラノ
- UEFAカップ：1回（1997-98）

オランダ代表
- UEFA欧州選手権：1回（1988）

個人
- オランダ年間若手最優秀選手賞（1986）

### 指導者時代
トロントFC
- カナディアン・チャンピオンシップ：2回（2011、2012）